# Thomas Beck (Schauspieler)

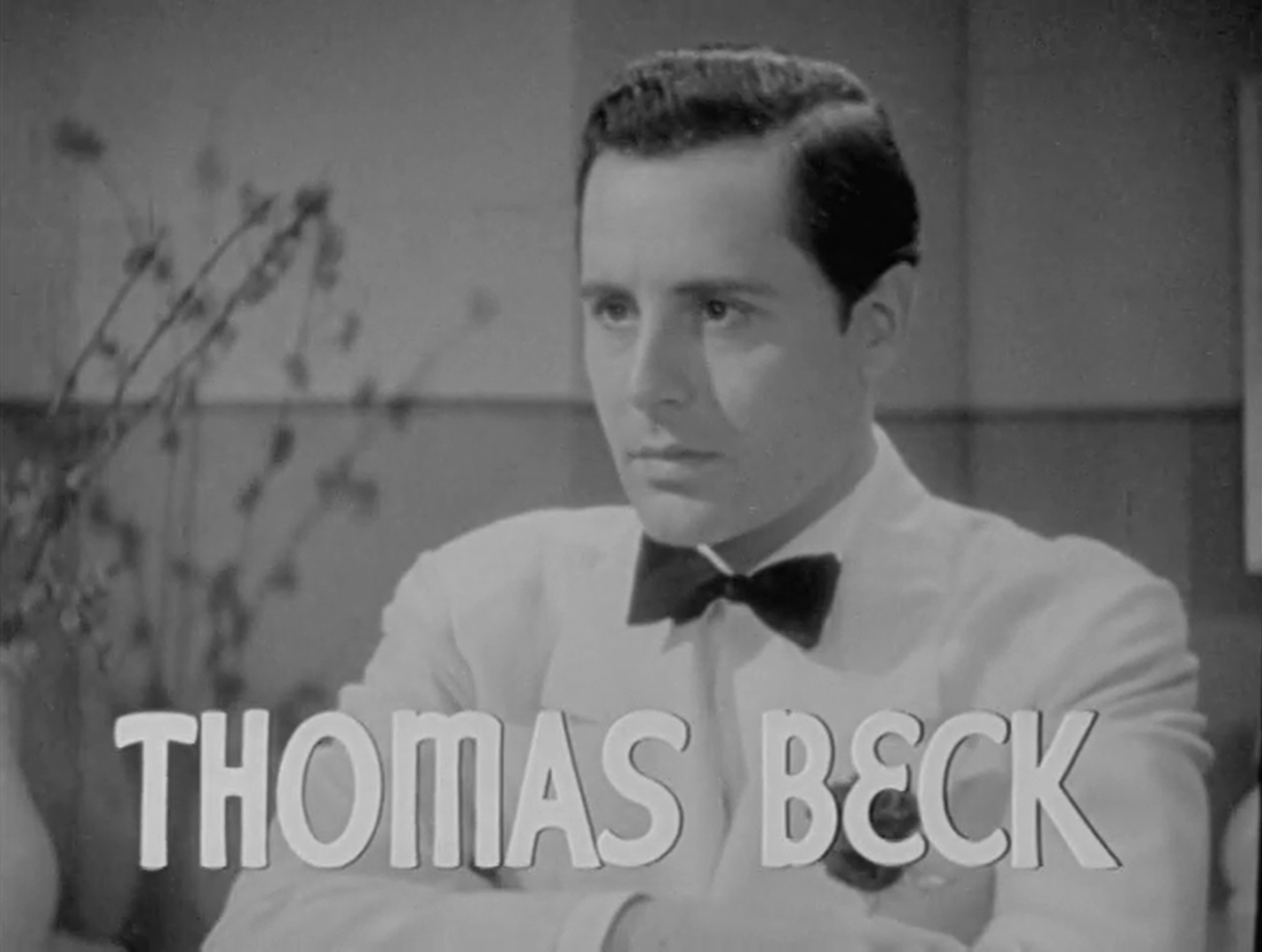
Thomas Beck (1937)

Thomas Beck (* 29. Dezember 1909 in New York City, New York; † 23. September 1995 in Miami Shores, Florida) war ein US-amerikanischer Schauspieler.

## Leben und Karriere
Nach seinem Studienabschluss als Ingenieur im Jahr 1932 glaubte Thomas Beck, in dieser Branche in der Great Depression keinen Job zu finden, und wurde stattdessen Schauspieler. Schon im Oktober 1932 war er in seinem ersten Broadway-Stück Mademoiselle zu sehen. Vom Broadway wurde durch die Fox Film Corporation nach Hollywood verpflichtet, nach deren Zusammenschluss mit dem Filmstudio 20th Century Pictures im Jahr 1935 blieb er auch bei dem Nachfolgestudio 20th Century Fox. Mit seinem freundlichen Auftreten und guten Aussehen spielte er häufig romantische Liebhaber, allerdings ohne wirklich zu einem großen Filmstar zu werden. Bekannt wurde er unter anderem durch Auftritte in vier Charlie-Chan-Krimis an der Seite von Warner Oland, in denen er in der Regel der zweite Hauptdarsteller hinter Oland war. Auch in den Krimis Mr. Moto und die Schmugglerbande und Mr. Moto und der China-Schatz mit Peter Lorre als Detektiv Kentaro Moto im Jahr 1937 übernahm er ähnliche Rollentypen. Im selben Jahr spielte er in der Literaturverfilmung Heidi von Allan Dwan als Dorfpfarrer an der Seite von Shirley Temple. Nebenbei engagierte er sich auch für die Schauspielgewerkschaft Screen Actors Guild.
Beck verließ 20th Century Fox, nachdem das Studio sein Gehalt kürzen wollte und sein Verhältnis zu dem Studioboss Darryl F. Zanuck sich zusehends verschlechterte. Als freier Schauspieler ohne Filmstudio konnte er nur spärlich an Rollen gelangen und entschied sich, 1939 nach insgesamt 28 Kinofilmen in fünf Jahren nach New York zurückzukehren. Ab 1940 diente er für fünf Jahre in der United States Army im Pazifik. Anschließend kehrte er 1946/47 mit einem Auftritt am Broadway neben Blanche Yurka im Stück Temper the Wind noch einmal kurz zur Schauspielerei zurück, wechselte dann aber in die Werbe- und Kunstbranche in New York. In den 1960er Jahren zog er nach Connecticut und handelte dort mit Immobilien, ehe er ab 1977 den Ruhestand mit seinem langjährigen Lebensgefährten in Florida verbrachte. 1990 veröffentlichte er eine Gedichtsammlung mit dem Titel Astride the Wind. Fünf Jahre später starb er im Alter von 85 Jahren.

## Filmografie
- 1934: Hell in the Heavens
- 1935: Charlie Chan in Paris
- 1935: Luxusmädel (Lottery Lover)
- 1935: Life Begins at 40
- 1935: Charlie Chan in Ägypten (Charlie Chan in Egypt)
- 1935: Music Is Magic
- 1936: My Marriage
- 1936: Every Saturday Night
- 1936: Unter zwei Flaggen (Under Two Flags)
- 1936: Champagne Charlie
- 1936: White Fang
- 1936: Charlie Chan beim Pferderennen (Charlie Chan at the Race Track)
- 1936: Can This Be Dixie?
- 1936: Charlie Chan in der Oper (Charlie Chan at the Opera)
- 1936: Crack-Up
- 1937: Women-Wise
- 1937: Im siebenten Himmel (Seventh Heaven)
- 1937: The Thirteenth Chair
- 1937: The Great Hospital Mystery
- 1937: Mr. Moto und die Schmugglerbande (Think Fast, Mr. Moto)
- 1937: Heidi
- 1937: 45 Fathers
- 1937: Mr. Moto und der China-Schatz (Thank You, Mr. Moto)
- 1938: Walking Down Broadway
- 1938: I Stand Accused
- 1938: Road Demon
- 1939: The Family Next Door
- 1939: They Asked for It